# Pantoporia selessana
Pantoporia selessana är en fjärilsart som beskrevs av Hans Fruhstorfer 1906. Pantoporia selessana ingår i släktet Pantoporia och familjen praktfjärilar. Inga underarter finns listade i Catalogue of Life.